# Colwich (Staffordshire)
Colwich è una  parrocchia civile dello Staffordshire, situata lungo la riva nord orientale del fiume Trent, poco più a nord della zona boschiva di Cannock Chase. La parrocchia comprende i villaggi di  Colwich, Great Haywood, Little Haywood, Moreton, Bishton, e Wolseley Bridge.

Il nome della parrocchia viene dall'inglese antico e significa villaggio specializzato nel carbone.